# Franck Corrihons
Pas d'image ? Cliquez ici

a Compétitions nationales et continentales officielles uniquement.

b Matchs officiels uniquement.
Dernière mise à jour le 28 janvier 2012.
Franck Corrihons, né le 7 septembre 1970 à Dax (Landes), est un joueur et entraîneur français de rugby à XV.
Vif et technique, « Coco » peut évoluer aux postes d'ailier ou arrière, et même de demi de mêlée. Sa polyvalence fait de lui un joueur précieux qui peut changer de poste en fonction des blessés.

## Carrière

### En tant que joueur
Né à Dax, Franck Corrihons découvre le ballon ovale à l'Association sportive saint-martinoise, club de Saint-Martin-de-Seignanx, puis rejoint le Boucau Tarnos stade à seulement sept ans.
Admirateur de Serge Blanco, il décide de rejoindre au Biarritz olympique en 1990 pour jouer à ses côtés au poste d'ailier et avec qui il deviendra vice-champion de France en 1992.
La saison suivante à 22 ans il prend la succession de Serge Blanco au poste d’arrière.
Courtisé par plusieurs clubs de l’élite, Serge Blanco, nouveau président du Biarritz Olympique le conseille à Jacques Fouroux le manager du FC Grenoble.
Le 19 juin 1993, il est invité pour jouer avec le XV du Président contre les Barbarians français pour le Centenaire du rugby à Grenoble.
Il arrive alors au FCG pendant l'ère des Mammouths de Grenoble qui viennent d’être privé du titre de champion de France 1993 à la suite d’une finale polémique après une erreur d’arbitrage. Pour sa première saison, le club alpin atteint les demi-finales du championnat de France 1993-1994, défait 22 à 15 par l’AS Montferrand.
Le 6 novembre 1996, il est invité avec les Barbarians français pour jouer contre Cambridge en Angleterre. Les Baa-Baas s'imposent 76 à 41. Le 23 novembre 1996, il joue de nouveau avec les Barbarians français contre l'Afrique du Sud à Brive. Les Baa-Baas s'imposent 30 à 22.
Malgré la crise vécue par Grenoble en 1997, il reste au club en compagnie, notamment, de Willy Taofifénua.
Le 15 octobre 1997, il est invité une nouvelle fois avec les Barbarians français pour jouer contre le Lansdowne RFC à Dublin. Les Baa-Baas s'imposent 31 à 24. Le 11 novembre 1997, il joue avec les Baa-Baas contre l'Afrique du Sud à Biarritz. L’essentiel Baa-Baas s'imposent 40 à 22.
En juin 1999, il participe à la tournée des Barbarians français en Argentine. Il est titulaire contre le Buenos Aires Rugby Club à San Isidro. Les Baa-Baas s'imposent 52 à 17. Puis, il est de nouveau titulaire contre les Barbarians Sud-Américains à La Plata. Les Baa-Baas français s'imposent 45 à 28.
Il jouera une autre demi-finale avec le club alpin en 1999, connaîtra une descente en 2001 suivi d’une remontée immédiate en élite.
Il arrête alors sa carrière pour prendre en charge le centre de formation du club.
En parallèle de ses activités en club, il a été sélectionné à plusieurs reprises en équipe de France de rugby à sept dont il fut capitaine.

### En tant qu'entraîneur
Après la double relégation du FC Grenoble de Top 16 en Fédérale 1 à l'issue de la saison 2004-2005, Franck Corrihons accepte de prendre la fonction d'entraîneur de l'équipe première aux côtés d'un autre ancien joueur du club, Jean-François Martin-Culet. Ce duo participe à la remontée immédiate du XV alpin en Pro D2. En 2007, Sylvain Bégon remplace Martin-Culet alors que Corrihons conserve son poste. Au cours de ces trois premières saisons, le club se maintient en deuxième division sans parvenir à participer aux phases finales.
À l'aube la saison 2009, Fabrice Landreau est engagé en qualité de manager responsable du secteur sportif. De fait, Franck Corrihons devient entraîneur des lignes arrière. Lors de la saison 2010-2011, le club termine second de la phase régulière à 2 points du champion, le Lyon OU, avec la meilleure attaque. La demi-finale d'accession se solde par une défaite à domicile face à l'Union Bordeaux Bègles, futur promu.
Il devient ensuite consultant sur le groupe Canal plus dans le cadre des World Series de rugby à sept.
En 2017, il revient au FC Grenoble en tant que directeur technique du club "avec une mission transversale sur l’ensemble du club".
| Saison      | Club        | Division   | Poste    | Classement                | Coupe d'Europe | Challenge européen |
| ----------- | ----------- | ---------- | -------- | ------------------------- | -------------- | ------------------ |
| 2005 - 2006 | FC Grenoble | Fédérale 1 | Arrières | Éliminé en demi-finale    | -              | -                  |
| 2006 - 2007 | FC Grenoble | Pro D2     | Arrières | 14e                       | -              | -                  |
| 2007 - 2008 | FC Grenoble | Pro D2     | Arrières | 8e                        | -              | -                  |
| 2008 - 2009 | FC Grenoble | Pro D2     | Arrières | 10e                       | -              | -                  |
| 2009 - 2010 | FC Grenoble | Pro D2     | Arrières | 6e                        | -              | -                  |
| 2010 - 2011 | FC Grenoble | Pro D2     | Arrières | Éliminé en demi-finale    | -              | -                  |
| 2011 - 2012 | FC Grenoble | Pro D2     | Arrières | Champion de France Pro D2 | -              | -                  |
| 2012 - 2013 | FC Grenoble | Top 14     | Arrières | 11e                       | -              | Éliminé en poule   |
| 2013 - 2014 | FC Grenoble | Top 14     | Arrières | 11e                       | -              | Éliminé en poule   |

## Palmarès

### En tant que joueur
- En championnat de France:
  - Vice-champion en 1992 (avec Biarritz)
  - Demi-finaliste en 1994 et 1999 (avec Grenoble)

- En championnat de France de deuxième division:
  - Vice-champion en 2002 (avec Grenoble)

### En tant qu'entraîneur
- En championnat de France de deuxième division:
  - Champion de France de Pro D2 2012 (avec Grenoble)

### Distinction personnelle
- Nuit du rugby 2012 : Meilleur staff d'entraîneur de la Pro D2 (avec Fabrice Landreau et Sylvain Bégon) pour la saison 2011-2012